# Bojnice
Bojnice (tiếng Hungary: tiếng Bajmóc, Đức: Weinitz) là một thị trấn nhỏ ở miền trung Slovakia bên sông Nitra, gần thành phố Prievidza. Thị trấn có dân số 4983 người (2005). Bojnice được biết đến với các điểm thu hút khách du lịch: vườn thú lâu đời nhất ở Slovakia, lâu đài được tham quan nhiều nhất, và một trong những thị trấn spa lâu đời nhất ở Slovakia. Thị trấn nằm dưới lâu đài Bojnice, được xây dựng trên đá travertine với một hang động tự nhiên. Lâu đài đã xuất hiện nhiều trong các bộ phim quốc tế và một lễ hội của bóng ma nổi tiếng quốc tế diễn ra hàng năm.
Thị trấn nằm ở thung lũng sông trên Nitra, các tỉnh Miền núi Strážov. Nó rất gần với Prievidza (4 km), chia sẻ hệ thống giao thông công cộng. Thành phố lớn khác gần đó bao gồm Zilina ở phía bắc (60 km) và Trenčín về phía Tây (65 km).

## Lịch sử
Thị trấn gắn liền với lâu đài Bojnice. Khu vực lần đầu tiên được đề cập đến năm 1113, khi nó đã được đề cập như là một khu định cư theo tòa lâu đài. Nó có đặc quyền thị trấn từ năm 1966.

## Các địa điểm nổi bật
Thị trấn nổi tiếng với các điểm tham quan du lịch của nó: lâu đài Bojnice, đề cập lần đầu tiên trong năm 1113 và ban đầu được xây dựng như một pháo đài bằng gỗ, nó đã được qua thời gian xây dựng như một lâu đài bằng đá và trong thế kỷ 20 theo phong cách lãng mạn. Hôm nay, nó là một điểm thu hút du lịch phổ biến.
Sở thú (một trong ba sở thú ở Slovakia) đã được thành lập vào năm 1955. Trong năm 2006, có 355 loài khác nhau và hơn 1.800 con vật.
Nó cũng được biết đến với spa của nó. Các suối điều trị đã được đề cập năm 1549 lần đầu tiên. Ngày nay khu vực suối điều trị bệnh nhân với các rối loạn của hệ thống vận động, các bệnh thấp khớp, các điều kiện sau chấn thương, các điều kiện sau khi chỉnh hình rối loạn của cột sống của thanh thiếu niên, các bệnh thần kinh và bệnh nghề nghiệp.

## Nhân khẩu học
| Năm            | 1994 | 2004   | 2014   | 2024   |
| -------------- | ---- | ------ | ------ | ------ |
| Số lượng người | 4984 | 4996   | 4900   | 5073   |
| Sự khác biệt   |      | +0,24% | −1,92% | +3,53% |

| Năm            | 2023 | 2024   |
| -------------- | ---- | ------ |
| Số lượng người | 5013 | 5073   |
| Sự khác biệt   |      | +1,19% |

Theo điều tra dân số năm 2001, thị trấn có 5.006 cư dân. 97,06% cư dân là người Slovakia, 0,68% người Séc và người Đức chiếm 0,24%, về tôn giáo có 74,55% Công giáo La Mã, 19% không theo tôn giáo và Lutheran 2%.

## Người nổi tiếng
- Karina Habšudová, quần vợt
- Miloslav Mečíř, quần vợt, chiến thắng Olympic
- Andrej Sekera, hockey
- Miroslava Vavrinec, tay vợt
- Zuzana Paulechová, nghệ sĩ dương cầm cổ điển
- Antonia Liskova, nữ diễn viên Ý